# Forth (rivier)
De rivier de Forth (Schots-Gaelisch: Abhainn Dhubh, betekenis: Zwarte Rivier) is 47 km lang, en is de grootste rivier van Midden-Schotland en mondt uit in Firth of Forth. De Forth was vroeger bevaarbaar tot Stirling maar door verzanding en de toenemende grootte van schepen nu niet meer.
- Gemeinsame Normdatei: 4223277-6
- Library of Congress Control Number: sh2003008913
- Nationale Bibliotheek van Israël: 987007563802105171
- Virtual International Authority File: 315942896